# Kenneth Mamah
Kenneth Obinna Mamah (n. Enugu, Nigeria, 5 de mayo de 1998) es un futbolista nigeriano que juega de mediocentro ofensivo en las filas del Club Deportivo Castellón de la La liga Hypermotion.

## Trayectoria
Nacido en Enugu, Mamah comenzó su carrera con el equipo italiano el US Lucera Calcio de categoría afcionados, ayudando en la temporada 2019-20 al ascenso a la Promozione, la sexta categoría italiana. 
En septiembre de 2020, firmó por el ASD Città di Varese en la Serie D, donde no logró marcó en su primera temporada pero anotó 15 goles en la segunda.
El 2 de julio de 2022, Mamah dejó Varese y se unió al Göztepe de la TFF Primera División, la segunda división turca. Hizo su debut profesional el 14 de agosto, siendo titular y anotando el gol de la victoria en el triunfo a domicilio por 1-0 sobre el Sakaryaspor.
Mamah ayudó a Göztepe a ascender a la Superliga de Turquía al término de la temporada 2023-24.
El 10 de julio de 2024, pero fue transferido al Club Deportivo Castellón de la La liga Hypermotion. Hizo su debut profesional el 17 de agosto de 2024, comenzando en una derrota fuera de casa por 1-0 ante la SD Eibar.

## Clubes
| Club                     | País    | Año       |
| ------------------------ | ------- | --------- |
| U.S. Lucera Calcio       | Italia  | 2019-2020 |
| ASD Città di Varese      | Italia  | 2020-2022 |
| Göztepe                  | Turquía | 2022-2024 |
| Club Deportivo Castellón | España  | 2024-     |